# Аница Гарић
Аница Гарић (Српска Црња, 1974) српска је песникиња и културни радник.
Школовала се у Српској Црњи и Београду на Филолошком факултету Универзитета, на одсеку за Српски језик и књижевност. За свој рад и ангажовање у културном животу добитница је друштвеног признања „Kапетан Миша Анастасијевић” у категорији „За пројекте културног стваралаштва у Региону“, 2017. године.
Члан је Друштва књижевника Војводине од 2017. године.
Живи и ради у Српској Црњи као управница Народне библиотеке „Ђура Јакшић”.